# Esfinxs d'Agost
Les esfinxs d'Agost, que daten del segle VI aC, són unes escultures de l'època ibera amb influència hel·lènica, trobades el 1893 en un jaciment agoster. Una esfinx està exposada al Museu Arqueològic Nacional de Madrid amb l'inventari número 38445. L'altra roman custodiada al Museu del Louvre.

## Lloc de la troballa
Es van trobar dues esfinxs i un bou, del qual es va perdre la pista després de la troballa l'any 1893, al jaciment arqueològic conegut com El camp de l'Escultor, al terme municipal d'Agost, (l'Alacantí, País Valencià).

## Simbolisme
Les esfinxs són figures que tenen el cos de lleó alat, el cap d'una dona i la cua de serp, és coneguda des de l'edat del bronze a Mesopotàmia i Egipte, i és aquest últim lloc on sembla tenir el seu remot punt d'origen (A. Dessenne, 1957). L'esfinx masculina a Egipte representa el paper de guardià en el món dels morts. L'esfinx femenina no apareix a Egipte abans de la dinastia XVIII. Aquest tipus femení és una influència siriana. Els exemples orientals i els grecs començaran aviat a diferenciar-se i evolucionaran autònomament. En aquest procés, s'aprecia com en l'art grec l'aspecte humà de l'esfinx anirà guanyant importància i l'actitud més freqüent serà la seguda. Les d'Agost, es creu que es tracta d'unes esfinxs que es van ubicar en una tomba ibera, perquè com a objectes funeraris estaven destinades a transportar l'ànima del difunt al més enllà, segons les creences gregues, que van assimilar la majoria dels diferents pobles d'Ibèria.

## Descripció
L'esfinx d'Agost presenta l'actitud pròpia de l'art escultòric àtic arcaic, en què les esfinxs, igual que els lleons, acostumen a tenir el cap mirant al davant, el cos de perfil i el cap ja plenament humà predominant sobre l'aspecte felí del cos. Això, al costat del fet d'estar estretament relacionada amb una altra esfinx trobada al Pireu i conservada al Museu Arqueològic Nacional d'Atenes, permet datar-la de finals del segle vi aC. Tanmateix, certes característiques que presenta delaten la seva arrel ibera. D'una part, la d'Agost havia d'estar adossada a un mur, mentre que les gregues són exemptes i, per una altra, la cua s'introdueix entre les anques, com succeeix amb els lleons, mentre que en les peces gregues es plega sobre si mateixa i diposita l'extrem, ampla i apuntada sobre la cuixa.

## Característiques tècniques
- Té xicotetes erosions i mutilacions.
- Pilar funerari.
- Estil iberoarcaic amb influències hel·lèniques.
- Tallades en pedra calcària.
- Figures amb forma d'esfinx.